# Orlando Pozo
Orlando Pozo Terrazas (Aiquile, Cochabamba, Bolivia; 30 de agosto de 1992) es un político sindicalista e ingeniero en sistemas boliviano. Fue Senador electo en las elecciones presidenciales del 2019, con el partido del Movimiento al Socialismo Instrumento Político por la Soberanía de los Pueblos, mismo que fue anulado por fraude electoral, fue exiliado en Argentina por el Gobierno de Jeanine Áñez
En el proceso electoral de las elecciones presidenciales del 2020 participó de las elecciones como candidato a senador desde el exilio, mismo fue aprobado por el Tribunal Supremo Electoral, tal hecho histórico no se habría registrado en la Historia de Bolivia, dentro un proceso electoral. Conocido la victoria y asunción de un nuevo  Gobierno elegido en 18 de octubre del 2020, quedando elegido como presidente Luis Arce Catacora y durante el nuevo gobierno fue convocado para asumir el cargo de director general Ejecutivo de la Agencia Boliviana de Correos en fecha 31 de agosto de 2021.

## Biografía
Orlando Pozo Terrazas, nació el 30 de agosto de 1992 en la comunidad Villa Granado en el municipio de Aiquile, provincia Campero del departamento de Cochabamba. Es hijo de una familia humilde de origen indígena campesina. Después del terremoto catastrófico de 6.6 grados en escala Richter en el municipio de Aiquile en el año  1998, se vieron obligados a dejar su comunidad, para migrar al Departamento de Santa Cruz, municipio de Montero, donde concluyó sus estudios en Bachiller de Humanidades en el colegio Daniel Rivero Ochoa y egreso de la Universidad Autónoma Gabriel René Moreno  con la profesión Ingeniero en Sistemas.
Desde niño Pozo mostró una participación social activa, desde su barrio en discusiones con dirigentes del lugar, exigiendo mejoras y atención al sector juvenil, siendo esta su primera participación que fue a la edad de 13 años y posteriormente a los 18 años tomó la dirigencia vecinal ganando las elecciones territoriales.
En el año 2013 asumió la máxima dirigencia juvenil del Movimiento al Socialismo de la ciudad de Montero, fue dirigente del centro de estudiantes de la carrera de Ingeniería en Sistemas de la Facultad Integral del Norte (UAGRM), posteriormente  asumiría un cargo sindical en la Central Obrera Regional del Norte Integrado como delegado a la COD, en la gestión 2014, asumió una dirigencia  a nivel departamental, siendo elegido en un congreso departamental de movimientos y organizaciones juveniles afines al Movimiento al socialismo.
Precandidato del MAS en las elecciones del 2019
Para las elecciones de las precandidaturas en junio de 2019 su nombre se barajaba como candidato a senador por el departamento de Santa Cruz, consolidándose después en las elecciones internas en el MAS, de tal manera fue elegido candidato a primer senador suplente e inscrito en la corte electoral departamental y presentando por el presidente del partido político Evo Morales en la ciudad de Santa Cruz.
Tras las elecciones generales del 20 de octubre de 2019, se dio como ganador al MAS con el 47,08% de votación,y de acuerdo la normativa electoral Pozo quedó como senador electo por el departamento de Santa Cruz.
Candidato a Senador del MAS desde el exilio, durante las elecciones 2020
El 18 de octubre del 2020  se celebraron las elecciones generales, Pozo participó como candidato a tercer senador por el departamento de Santa Cruz del MAS - IPSP desde su exilio en Argentina, dicha candidatura fue habilitada por el Tribunal Supremo Electoral, pese a su condición de refugiado. En calidad de candidato y exiliado realizó campañas políticas con la colectividad boliviana que radica en Argentina, realizando visitas a mercados, comunidades, barrios y caminatas, obteniendo un 87% de voto en el exterior.

## Controversia
Cuando finalizó la Crisis política en Bolivia de 2019, Montero se establecieron diferentes procesos judiciales, entre ellos uno relacionado a Orlando Pozo por su rol de liderazgo durante los conflictos en la localidad de Montero,  Pozo afirmó que se encontraba en una persecución política y judicial, lo cual llevó a la decisión de salir al exilio hacia Argentina en fecha 20 de noviembre del 2019.